# ياناول
ياناول (بالروسية: Янаул) هي إحدى مدن روسيا في الكيان الفدرالي الروسي باشكورتوستان.